# Бамутское сельское поселение
Бамутское се́льское поселе́ние — муниципальное образование в Серноводском районе Чечни Российской Федерации.
Административный центр — село Бамут.

## История
Статус и границы сельского поселения установлены Законом Чеченской Республики от 14 июля 2008 года № 40-РЗ «Об образовании муниципального образования Ачхой-Мартановский район и муниципальных образований, входящих в его состав, установлении их границ и наделении их соответствующим статусом муниципального района и сельского поселения».
1 января 2020 года Бамутское сельское поселение из состава Ачхой-Мартановского района передаётся в Сунженский (Серноводский) район.

## Население
| 2010  | 2012  | 2013  | 2014  | 2015  | 2016  | 2017  |
| ----- | ----- | ----- | ----- | ----- | ----- | ----- |
| 6025  | ↘5938 | ↘5857 | ↘5790 | ↘5734 | ↘5710 | ↘5677 |
| 2018  | 2019  | 2020  | 2021  | 2023  | 2024  | 2025  |
| ↘5629 | ↘5589 | ↘5566 | ↗5838 | ↘5818 | ↘5801 | ↘5498 |

## Состав сельского поселения
| № | Населённый пункт | Тип населённого пункта       | Население |
| - | ---------------- | ---------------------------- | --------- |
| 1 | Бамут            | село, административный центр | ↘5498     |